# San Antonio Force
Die San Antonio Force waren ein Arena-Football-Team aus San Antonio, Texas, das in der Arena Football League (AFL) gespielt hat. Ihre Heimspiele trugen die Force in der HemisFair Arena aus.

## Geschichte
Die Force wurden 1992 gegründet und spielten in ihrer nur einjährigen Klubgeschichte in der AFL. Laut einem Artikel der San Antonio Express News, lösten sich die Force wegen des Mangels an freien Terminen in der HemisFair Aren auf.
Die Force waren darüber hinaus das erste Team, welches zu dieser Zeit jemals zu Null verloren hat. Dies geschah am 13. Juni 1992 gegen die Orlando Predators, als man mit 0:50 den Kürzeren zog. 

### Saison 1992 (AFL)
Die Saison beendeten die Force mit zwei Siegen zu acht Niederlagen und verpasste die Playoffs. Mitverantwortlich war die grausame Auswärtsbilanz. San Antonio verlor alle fünf Spiele in fremden Stadien.

## Zuschauerentwicklung
| Jahr | Zuschauerdurchschnitt |
| ---- | --------------------- |
| 1992 | 12.015                |

## Stadion
Die Force absolvierten ihre Heimspiele in der HemisFair Arena, die Platz für 16.057 Zuschauer bot.